# Louis Josserand
Etienne-Louis Josserand (Lyon, 31 de enero de 1868-La Sauvetat (Puy-de-Dôme), 4 de noviembre de 1941) fue un influyente jurista francés, profesor y decano de la Facultad de Derecho de la Universidad de Lyon y magistrado del máximo tribunal de su país.

## Biografía
Louis nació en Lyon, en el seno de una familia de humildes artesanos y pequeños comerciantes, siendo el menor de los tres hijos de Nicolas Josserand (1832-1897) y Marie Mélanie Gairaud (1836-1913). En 1872 contrajo matrimonio con Catherine Marie, con quien tuvo dos hijas: Marie-Louise y Simone.
Se licenció en Letras en 1886, obteniendo en 1889 el título de abogado en la Facultad de Derecho de la Universidad de Lyon y en 1892 obtuvo el grado de doctor en Derecho por la misma casa de estudios. Su tesis doctoral, bajo la dirección de Garraud, fue sobre los contratos entre los cónyuges. En 1896 inició su carrera docente como asociado de la Facultad, en la Escuela de Derecho de Argelia, realizando clases de Historia del Derecho, Derecho Romano, Derecho Administrativo y Derecho Procesal Civil. En 1902 se convirtió en profesor titular de Derecho Civil, en Lyon, luego, desde 1913, Decano de la misma Facultad. Entre 1935 y 1938 fue magistrado del máximo tribunal de su país: la Corte de Casación. En 1938 se convirtió en presidente de la Sociedad de Legislación Comparada, que en la actualidad realiza estudios consultivos al Consejo Económico y Social de las Naciones Unidas, a la Organización Internacional del Trabajo (OIT) y al Consejo de Europa.
Josserand se hizo de una notable reputación internacional debido a sus innumerables publicaciones en revistas extranjeras, su participación en simposios y congresos, además de numerosas distinciones (Italia, Grecia, Rumanía, Yugoslavia, Portugal, Marruecos, Siria, Líbano), junto con haber recibido el título de doctor honoris causa de las Universidades de Bruselas, Coimbra, Lisboa y Montreal. Fue responsable de revisar la parte general del código libanés de obligaciones que Choucri Cardahi, Ministro de Justicia del Gran Líbano, ordenó redactar, siendo promulgado en 1932 y entró en vigor en 1934, con las ideas de Josserand. También fue escogido para integrar la comisión encargada de informar sobre el proyecto de código franco-italiano de obligaciones. Esta copiosa labor académica e influencia hacen considerarlo por sus pares como uno de los jurisconsultos más célebres y admirados de Europa.

## Influencia y legado

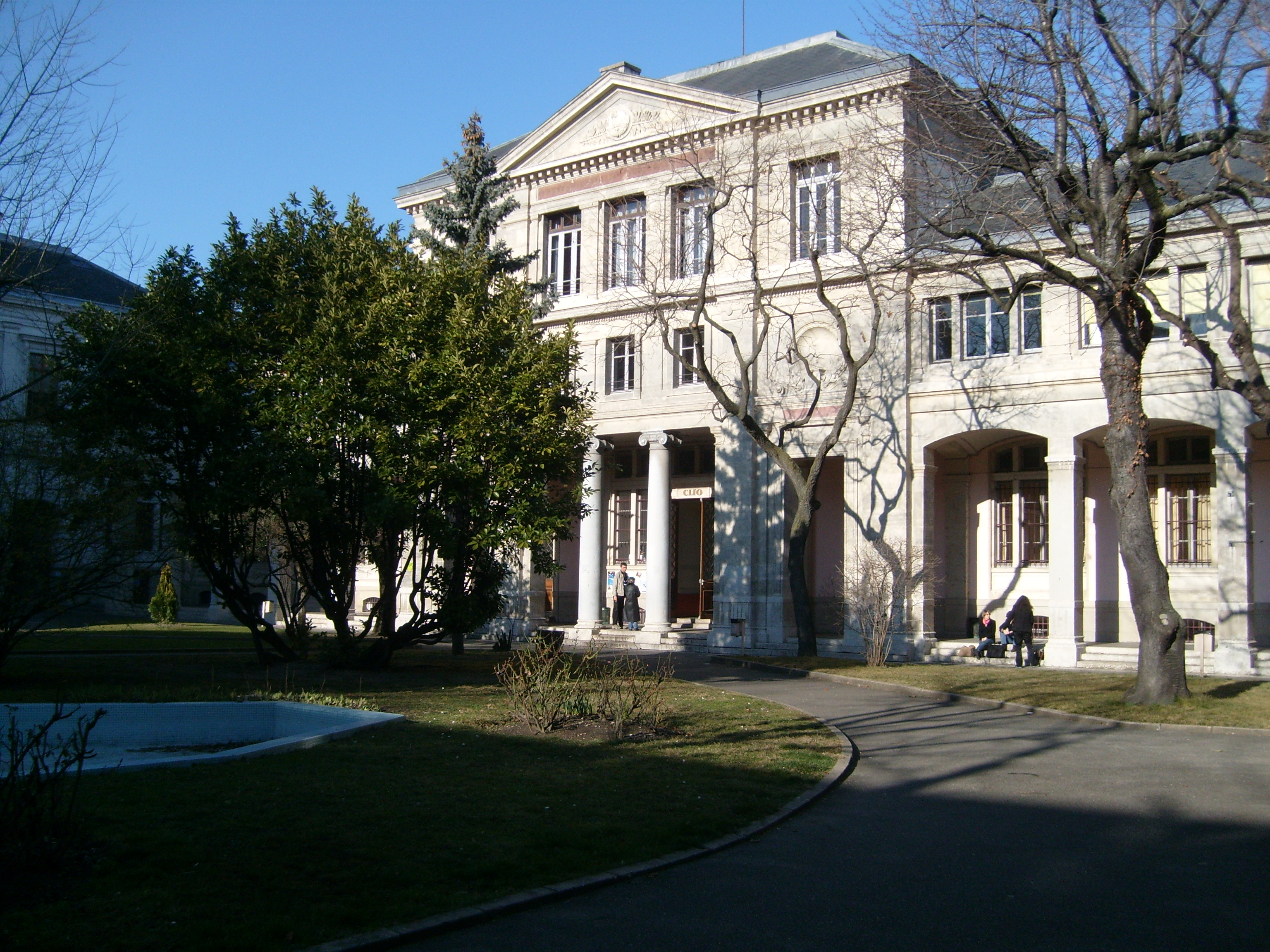
Facultad de Derecho y Ciencias Políticas de la Universidad de Lyon.

El principal legado de Josserand es la construcción de la teoría del abuso del derecho y de la responsabilidad basada en el riesgo, destacando, además, su teoría de la responsabilidad por el hecho de las cosas inanimadas. En cuanto a la primera, aseveraba que los derechos subjetivos no son absolutos, sino relativos, vale decir, que deben ejercerse dentro de determinados límites, como el fin que la ley tuvo en cuenta al reconocer ese derecho, o los límites impuestos por la buena fe. En contra de esta teoría, Marcel Planiol afirmaba que si hay abuso no puede haber derecho, de manera que considerar un acto abusivo conforme y contrario al derecho simultáneamente, es jurídicamente imposible. Las obras del jurista francés tuvieron una fuerte influencia en la doctrina y jurisprudencia del derecho continental y sirvieron de fuente de inspiración para la mayoría de los códigos civiles europeos y latinoamericanos del siglo XX.

## Obras
Publicaciones de Josserand:
- De la responsabilité du fait des choses inanimées (1897)
- Essai sur la propriété collective (1904)
- De l'Abus des droits (1905)
- L'Automobile et le droit (1908)
- La Force et le droit (1917)
- Précis élémentaire des voies d'exécution (1925)
- Les Transports en service intérieur et en service international transports ferroviaires, roulage, navigation intérieure et navigation aérienne), à l'exclusion des transports maritimes (1926)
- Les Transport bénévole et la responsabilité des accidents d'automobile (1926)
- Les Mobiles dans les actes juridiques du droit privé (1928)
- Cours de droit civil positif Francais (1930)
- Évolutions et actualités (1936)
- De l'esprit des droits et de leur relativité, théorie dite de l'abus des droits (1939)
- Évolution ascendante du contrat de transport au cours du XIXe et du XXe siècle (1940)

## Distinciones
- 1886: Premio Facultad de Derecho de Lyon
- 1887: Premio Facultad de Derecho de Lyon
- 1888: Premio Facultad de Derecho de Lyon
- 1889: Premio Facultad de Derecho de Lyon
- 1889: Premio del Concurso general de Facultades
- 1892: Premio a la mejor tesis, otorgado por el Departamento del Ródano
- 1892: Premio otorgado por la unión patriótica del Ródano
- 1902: Oficial de Academia
- 1908: Oficial de instrucción pública
- 1919: Caballero de la Legión de Honor
- 1933: Oficial de la Legión de Honor
- 1931: Premio Caballero del Instituto de Francia
- 1932: Doctorado honoris causa por la Universidad de Bruselas
- 1930: Doctorado honoris causa por la Universidad de Coimbra
- 1930: Doctorado honoris causa por la Universidad de Lisboa
- 1934: Doctorado honoris causa por la Universidad de Montreal
- 1934: Gran Oficial de la Corona de Rumania
- 1934: Gran Oficial de la Orden de San Sava (distinción yugoslava)
- 1934: Comendador de la Corona de Italia
- 1934: Comandante de la Orden del Salvador (distinción griega)
- 1934: Comandante de la Orden de Santiago (distinción portuguesa)
- 1934: Medalla de honor libanesa (primera clase)
- 1934: Mérito sirio (primera clase)